# Ріо-Негро (притока Рауе)
Ріо-Негро (з ісп. Río Negro — «чорна річка») — річка на півдні Чилі, у регіоні Лос-Лагос. Є продовженням річки Майпуе. Від назви річки походить назва комуни Ріо-Негро. Є основною притокою річки Рауе.
Річка починається після впадіння у Майпуе річки Лопес. Русло проходить в 4 км від міста Ріо-Негро. Поблизу міста Осорно впадає у Рауе. Також Ріо-Негро тече у Центральній долині Чилі та на східному схилі Чилійського прибережного хребта. Загальна довжина становить 110 кілометрів.